# Notobasis syriaca
Il cardo siriano (Notobasis syriaca (L.) Cass.)  è una pianta angiosperma dicotiledone della famiglia delle Asteraceae, distribuita nel bacino del Mediterraneo. È l'unica specie del genere Notobasis (Cass.) Cass., 1822.

## Descrizione

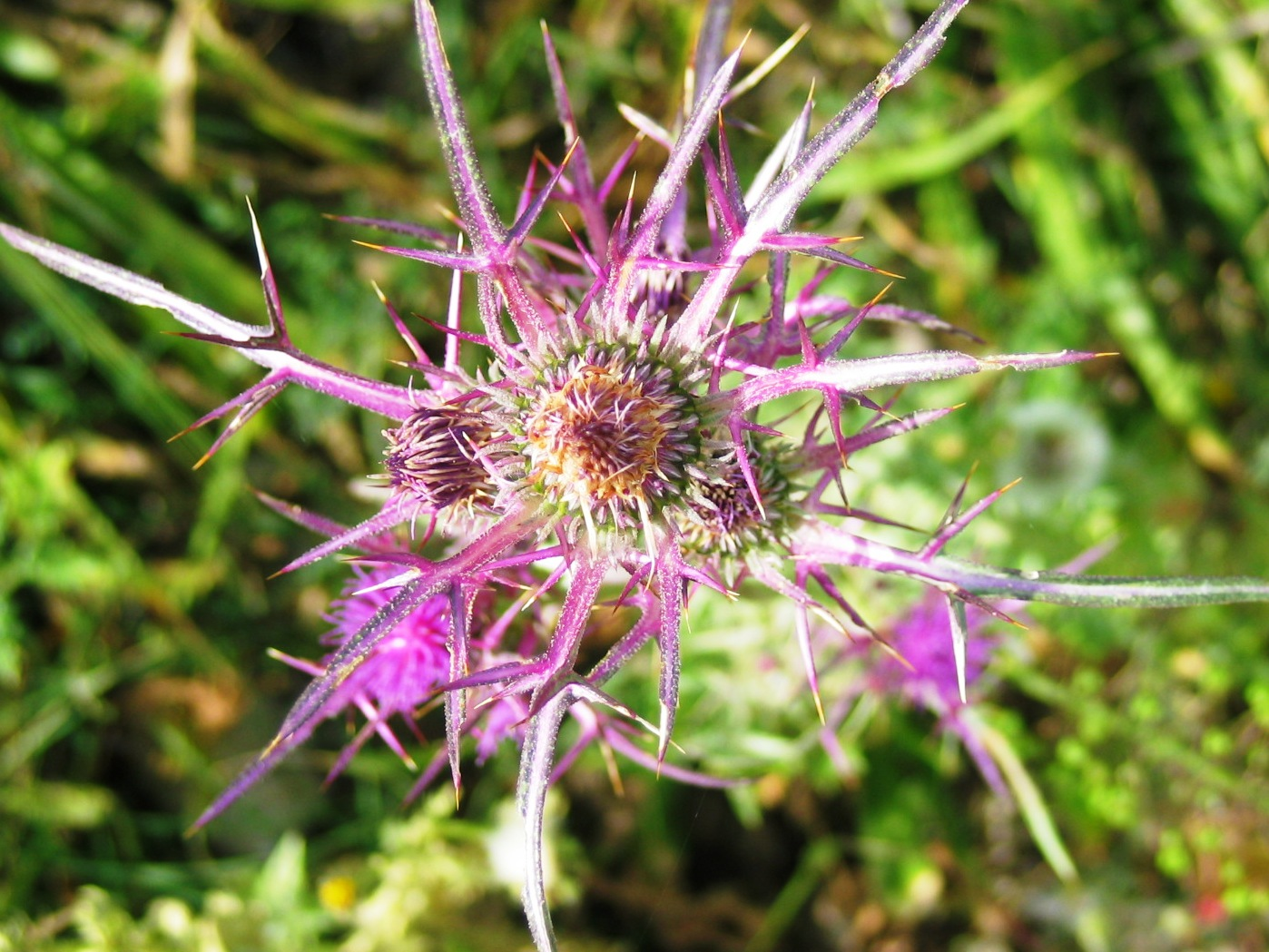
Capolino

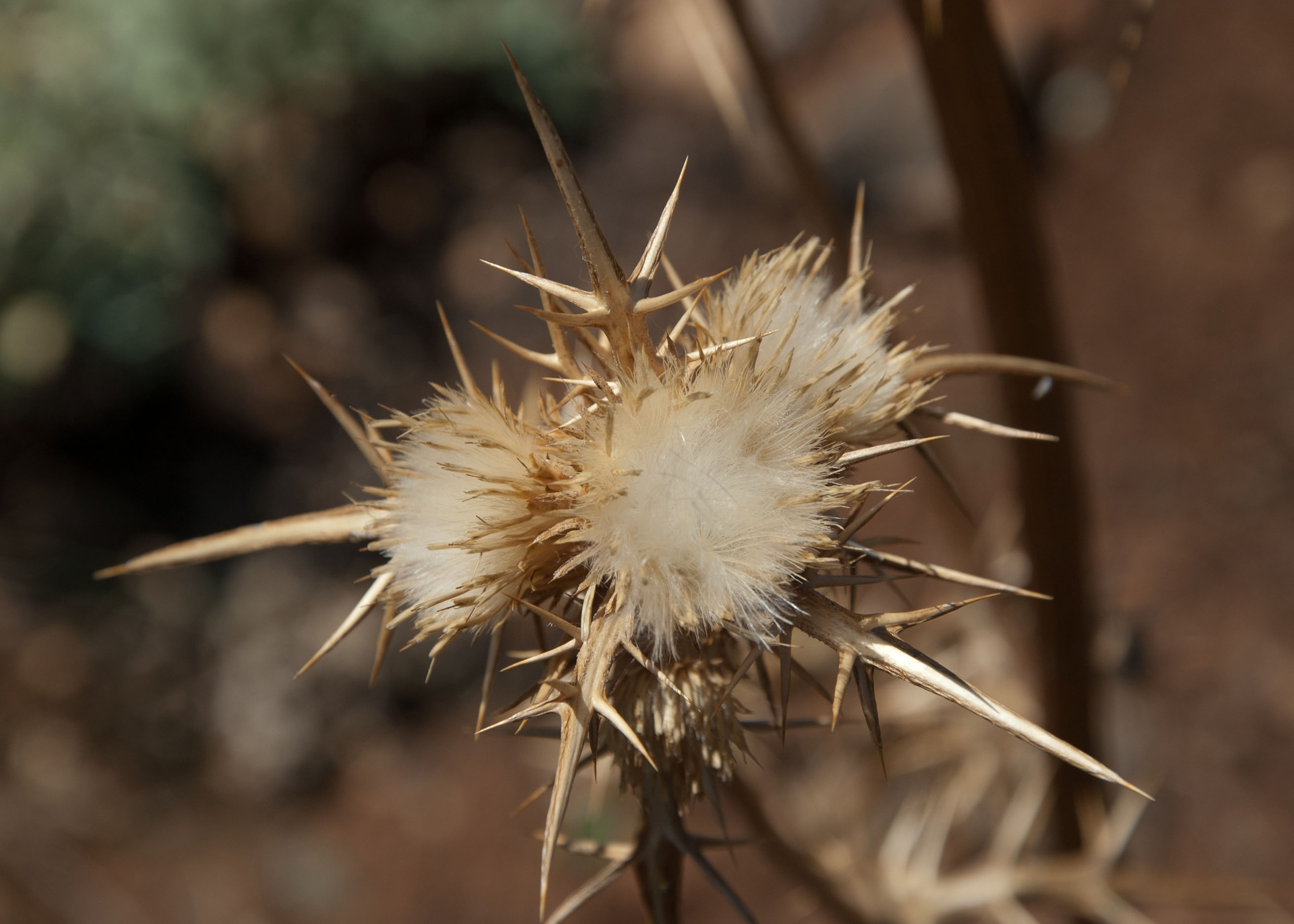
Aspetto estivo

È una pianta annuale terofita scaposa, ossia in generale sono piante erbacee che differiscono dalle altre forme biologiche poiché, essendo annuali, superano la stagione avversa sotto forma di seme e sono munite di asse fiorale eretto e spesso privo di foglie. La pianta è alta 40–150 cm.
I fusti, di colore verde-grigiastro con venature biancastre (sono ragnatelosi alla base; glabrescenti all'apice), con spine robuste lungo il margine e all'apice, sono eretti. Si presentano da uno a molti per pianta con ramificazione oppure no. Non sono alati. La superficie è profondamente striata.
Le foglie, semi-amplessicauli, lunghe 4–8 cm, sono disposte a spirale lungo il fusto. La consistenza è carnosa, la superficie inferiore è bianco-lanosa chiara con nervi bianchi alla base della foglia. Il contorno delle foglie inferiori è lanceolato, quello delle foglie superiori è pennatosetto ridotte alle nervature circondate da pochi millimetri di lamina. Terminano con robuste spine di 3 – 6 mm.
L'infiorescenza è formata da capolini discoidi sessili (circa 2 cm di diametro) e composti da molti fiori. I capolini possono essere solitari o multipli con formazioni racemose in genere disposti all'ascella di foglie bratteali patenti. I capolini, come in tutte le Asteraceae, sono formati da un involucro a forma di bicchiere composto da squame (o brattee) al cui interno un ricettacolo fa da base ai fiori (quelli periferici del raggio – assenti nelle specie di questo genere - e quelli interni del disco). Le squame, embricate e scalate, sono disposte su più serie; quelle più interne sono senza spine e piatte con forme ovate; quelle più esterne hanno forme strettamente lanceolate con spine patenti. Il ricettacolo è piatto o convesso, senza pagliette a protezione della base dei fiori. Dimensione dell'involucro: 20 – 25 mm. Dimensione delle brattee interne: 3 x 8 mm; quelle esterne 3 x 15 – 17 mm.
I fiori del tipo tubuloso sono ermafroditi (raramente sono unisessuali), tetraciclici (calice– corolla – androceo – gineceo) e pentameri. I fiori centrali sono tutti fertili e attinomorfi, mentre quelli più periferici sono sterili e zigomorfi.
- Formula fiorale: */x K {\displaystyle \infty }, [C (5), A (5)], G 2 (infero), achenio[11]
- Calice:  i sepali del calice sono ridotti al minimo (una coroncina di scaglie).
- Corolla: la corolla, colorata di rosa, ha la forma tubolare con 5 stretti lobi con una profonda fenditura. I tubi sono lunghi e sottili (lievemente piegati nella zona distale). La gola è breve. Lunghezza della corolla: 20 mm.
- Androceo: gli stami sono 5 ed hanno dei filamenti liberi (distinti) e papillosi che possiedono la particolarità di compiere dei movimenti per liberare il polline. Le antere sono caudate alla base (hanno una coda corta) con appendici apicali lineari-oblunghe.
- Gineceo: l'ovario è infero; lo stilo ha un stimma bifido che sporge notevolmente dalla corolla; gli stigmi sono glabri (hanno un ciuffo di peli solo all'apice dello stilo). La superficie stigmatica è posta all'interno degli stigmi.[12]
- Fioritura: da maggio a giugno.

Il frutto è un achenio a forma generalmente obovoide e fortemente compresso (di forma bislunga). La superficie può essere liscia e glabra. Nella parte apicale è presente un anello (subnullo) senza nettare. Caratteristico è il pappo persistente (o caduco) formato da più serie di piume giallastre saldate alla base (pappo piumoso). Lunghezza del pappo: 17 mm.

## Biologia
La specie si riproduce per impollinazione entomogama ad opera di varie specie di farfalle diurne e notturne, coleotteri e api.

I semi, dopo essere stati trasportati per alcuni metri dal vento per merito del pappo (disseminazione anemocora) sono successivamente dispersi soprattutto dalle formiche (mirmecoria).

## Distribuzione e habitat
- Geoelemento: il tipo corologico (area di origine) è Steno-Mediterraneo.
- Distribuzione: la specie ha un areale steno-mediterraneo che copre l'Europa meridionale (Portogallo, Spagna - incluse le Canarie, Francia - inclusa la Corsica, Italia, Albania e Grecia - inclusa Creta), il Nord Africa (Marocco, Algeria, Tunisia, Libia ed Egitto)  e il Medio Oriente (Turchia, Cipro, Israele, Giordania, Libano, Siria, Iran, Iraq e Azerbaigian). È naturalizzata in Australia. In Italia è una specie rara e si trova al Centro e al Sud.[1][13]
- Habitat: l'habitat preferito per queste piante sono i campi, i pascoli aridi e lungo le vie; inoltre cresce in ambienti di gariga e prateria mediterranea, dal livello del mare sino a oltre 1.000 m di altitudine.

### Fitosociologia
Per l'areale completo italiano Notobasis syriaca appartiene alla seguente comunità vegetale:
Macrotipologia: vegetazione erbacea sinantropica, ruderale e megaforbieti
Classe: Artemisietea vulgaris Lohmeyer, Preising & Tüxen ex Von Rochow, 1951
Ordine: Carthametalia lanati Brullo in Brullo & Marcenò, 1985
Alleanza: Onopordion illyrici Oberdorfer, 1954
Descrizione. L'alleanza Onopordion illyrici è relativa alle comunità nitrofile di emicriptofite spinose, di grossa taglia dei piani bioclimatici temperati mediterranei. Questa alleanza colonizza gli incolti, i margini stradali e le zone di sosta degli animali di allevamento. La distribuzione è relativa ai territori tirrenici e del Mediterraneo orientale. Si trova in Italia centrale, meridionale e nelle Isole.
Specie presenti nell'associazione: Carduncellus coeruleus, Carduus macrophalus, Carthamus lanatus, Centaurea calcitrapa, Cirsium echinatus, Daucus maximus, Echinops strigosus, Eryngium campestre, Phlomis herba-venti, Nicotiana glauca, Notobasis syriaca, Scolymus hispanicus, Tirimnus leucographus, Atractylis gummifera, Cynara cardunculus, Onopordum illyricum e Scolymus grandiflorus.

## Tassonomia
La famiglia di appartenenza di questa voce (Asteraceae o Compositae, nomen conservandum) probabilmente originaria del Sud America, è la più numerosa del mondo vegetale, comprende oltre 23.000 specie distribuite su 1.535 generi, oppure 22.750 specie e 1.530 generi secondo altre fonti (una delle checklist più aggiornata elenca fino a 1.679 generi). La famiglia attualmente (2021) è divisa in 16 sottofamiglie.
La tribù Cardueae a sua volta è suddivisa in 12 sottotribù (la sottotribù Carduinae è una di queste).

### Filogenesi
Il genere di questa voce è inserito nel gruppo tassonomico della sottotribù Carduinae. In precedenza provvisoriamente era inserito nel gruppo tassonomico informale "Carduus-Cirsium Group". La posizione filogenetica di questo genere nell'ambito della sottotribù, è piuttosto "basale" vicino al genere Picnomon.
In base ad analisi di tipo filogenetico combinata sul DNA nucleare e sui cloroplasti il genere Notobasis risulta inserito nel gruppo interno alla sottotribù denominato "Carduus-Cirsium Group" insieme ai seguenti generi:
- Carduus-Cirsium group:

- Carduus L.
- Cirsium Mill.
- Picnomon Adans.
- Silybum Adans.
- Tyrimnus Cass.

Questo gruppo, le cui specie distribuite sono soprattutto nella regione mediterranea, è caratterizzato da piante erbacee spinose (raramente senza spine) a ciclo biologico annuale, bienne e perenne. Le foglie sono decorrenti e spesso i fusti sono alati. I capolini sono caratterizzati da fiori omogamici (raramente quelli esterni sono sterili). Il colore delle corolle è generalmente porpora, ma anche giallo o bianco (meno spesso giallo). Le antere hanno delle corte code con filamenti papillosi. I frutti acheni hanno una superficie liscia e sono strettamente ob-ovoidi, ob-lunghi o orbicolati. In base alle ultime ricerche di tassonomia filogenetica Notobasis è collegato strettamente al genere Cirsium.
Principali differenze con i due generi più importanti del gruppo:
con il genere Carduus:
- i fiori periferici sono sterili e zigomorfi;
- il pappo degli acheni è formato da peli piumosi.

con il genere Cirsium:
- la pagina inferiore delle foglie si presenta con nervi bianchi;
- gli acheni hanno delle forme globose.

Il numero cromosomico di Notobasis syriaca è 2n = 34.